# Eupatorium cordigerum
Eupatorium cordigerum là một loài thực vật có hoa trong họ Cúc. Loài này được (Fernald) Fernald mô tả khoa học đầu tiên năm 1945.